# Bunuri mobile din domeniul artă plastică clasate în patrimoniul cultural național al României aflate în județul Timiș
Acestă listă conține bunurile mobile din domeniul artă plastică clasate în Patrimoniul cultural național al României aflate la momentul clasării în județul Timiș.

## Tezaur
| Foto | Informații generale | Detalii tehnice | Descriere | Deținător                   | Legături |
| ---- | --- | --- | --- | --------------------------- | -------- |
|      | Sfântul Nicolae primind însemnele episcopale                                                                                  | Datare: prima jumătate a secolului al XVII-lea ? Școală: Atelier sud-dunărean ? Dimensiuni: L: 620 mm; LA: 370 mm Material: tempera pe lemn, ramă în relief din grosimea lemnului                     | Icoană cu formă trapezoidală, cu baza mică în jos. Sfântul ierarh figură întreagă, static, binecuvântează și ține Evanghelia în mâna dreaptă. Fundalul este împărțit în două registre cromatice, în tonuri de roșu și albastru gri. Desen minuțios, linear cu alb, contururi cu negru, deficiențe anatomice. Luminile și umbrele figurii sunt redate cu pensulații fine, albe, geometrice, lineare și semicercuri. Poartă vestimentația specifică și bederniță la brâu. Stiharul verde-gri este decorat cu cruci albe iar sacosul și epitrahilul cu cruci albe și roșii. Busturile lui Isus binecuvântând și cel al Mariei oferind brâul, sunt închise în două rânduri de pătrate, dispuse alternativ, formând un octogon, simbol numerologic creștin. Este o lucrare de factură tradițională, cu interpretare simbolică și se evidențiază prin fundalul roșu plat, nedecorat, cu rapel cromatic la Evanghelia închisă. Utilizarea roșului la fundal este rară, dar are precedent la câteva icoane Dodekaerton, datate în secolul al XII-lea, provenite de la Muntele Athos și la alte câteva din Epir, Macedonia, nordul Greciei și Albania, datate între sfârșitul secolului al XV-lea - secolul al XVI-lea. Icoane cu fondul roșu apar și în pictura rusă și moldovenească. În secolul al XVIII-lea, procedeul a fost utilizat în Transilvania și în Banat. În limba greacă și slavonă sunt însemnate inițialele numelor personajelor. În stânga jos a fost ulterior adăugat un text cu caracter votiv, parțial lizibil, în limba sârbă. | Muzeul de Artă, Timișoara   | Cimec    |
|      | Deisis Autor: Popovici, Nedelcu (Nedelko Zugrav Popovici)                                                                     | Datare: prima jumătate a secolului al XVIII-lea Școală: Atelier bănățean Dimensiuni: L: 620 mm; LA: 470 mm Material: tempera și foiță de aur pe lemn                                                  | Icoană împărătească din iconostasul bisericii din Câlnic. Isus, așezat pe tron, binecuvânteză cu mâna dreaptă și ține Evanghelia deschisă în mâna stângă. Este prezentat în postură de Împărat și Mare Arhiereu. În repertoriul său iconografic zugravul a mai utilizat această ipostază la următoarele comenzi: 1741 la Banloc (Timiș), în anul 1743 la Vinga (Arad), în anul 1752 la Jebel (Timiș), în anul 1771 la Gad (Timiș). Stilistica de factură tradițională este influențată de decorativismul caracteristic picturii românești din epoca brâncovenească și postbrâncovenească. Tipologia figurilor, cu ochi încercănați și expresie gravă, asocierea de culori pure, roșu, albastru, verde și foiță de aur, decorul abundent al tronului, decorul floral al veșmintelor lui Isus, accesoriile, coroana și bedernița, completează semnificația portretului Logosului. În stânga și în dreapta jos: datarea 1749; semnătura de zugrav: Nedelko zugrav Popovici și mențiunea donatorului: Marian Toader. | Muzeul de Artă, Timișoara   | Cimec    |
|      | Maica Domnului cu pruncul tronând Autor: Popovici, Nedelcu (Nedelko Zugrav Popovici)                                          | Datare: prima jumătate a secolului al XVIII-lea Școală: Atelier bănățean Dimensiuni: L: 620 mm; LA: 465 mm Material: tempera și foiță de aur pe lemn                                                  | Maica Domnului cu Pruncul în varianta Platitera, așezată pe un tron identic cu cel din icoana pandant cu tema „Isus Mare Împărat și Arhiereu” tronând, este anturată de Arhanghelii Mihail și Gavril, prezentați portrete bust, îndărătul tronului. Prezența lor simbolizează calitatea sa de Stăpână a Îngerilor. În construcția personajelor și în special la cea a figurilor este reluată schema caracteristică „portretelor” iconarului: capetele sunt ovale, umbrele lunecate spre marginile feței, ochii sunt accentuați cu linie de contur, încercănați, linia sprâncenelor este bine conturată, nasul este lung și subțire și buzele strânse. Cromatica se bazează pe asocierea de roșu, albastru, ocru și foiță de aur la tron și la aureole. Desenul și decorul tronului sunt identice cu cele din icoana Deisis. Prin iconografie și prin caracterul său decorativ, icoana se înscrie în categoria lucrărilor brâncovenești și de tradiție brâncovenească. Prezentarea Maicii Domnului și a Pruncului în această ipostază este specifică picturii monumentale, fiind imaginea predilectă pentru simbolizarea ideii de Încarnare în decorul din semicalota altarului. În repertoriul icoanelor sale împărătești Nedelcu Popovici a mai optat pentru ilustrarea acestei ipostaze la Banloc în anul 1741. | Muzeul de Artă, Timișoara   | Cimec    |
|      | Sfântul Nicolae primind însemnele episcopale Autor: Popovici, Nedelcu (Nedelko Zugrav Popovici)                               | Datare: prima jumătate a secolului al XVIII-lea Școală: Atelier bănățean Dimensiuni: L: 615 mm; LA: 465 mm Material: tempera pe lemn și foiță de aur                                                  | Cea de-a treia icoană împărătească de la Câlnic. Sfântul Nicolae prezentat frontal bust, binecuvântând cu dreapta, cu Evanghelia închisă în mâna stângă. Poartă veșminte arhierești. În stânga și în dreapta sa sunt prezentate portretele trei sferturi ale lui Isus cu Evanghelia și al Mariei cu omoforul, aluzii la investirea sa divină ca și Episcop în orașul Mira din Licia. Pentru ilustrarea temei, zugravul a optat pentru varianta tradițională, specifică icoanelor împărătești. În repertoriul său iconografic utilizarea acestei ipostaze a Sfântului Nicolae este singulară. La celelalte interpretări ale temei, Nedelcu Popovici a utilizat varianta iconografică a personajului, prezentat figură întreagă la Jebel (1750-1752), la Macedonia (1769), la Gad (1771). Lucrarea nu este semnată dar este identică în dimensiuni și în limbajul stilistic cu celelalte icoane împărătești de la Câlnic. Le este comună tipologia figurii, desenul ferm, expresia faciesului și gama cromatică compusă din asociere de complementare, roșu, albastru la fundal și vestimentație respectiv alb, ocru și umbre brune la carnație. | Muzeul de Artă, Timișoara   | Cimec    |
|      | Sfântul Ioan Botezătorul îngerul deșertului Autor: Popovici, Nedelcu (Nedelko Zugrav Popovici)                                | Datare: prima jumătate a secolului al XVIII-lea Școală: Atelier bănățean Dimensiuni: L: 615 mm ; LA: 470 mm Material: tempera pe lemn, aureola cu foiță de aur                                        | Cea de-a patra icoană împărătească de la Câlnic. Sfântul este prezentat în ipostaza „Îngerul Deșertului”, după iconografia tradițională, frontal, până la brâu. Între icoanele cunoscute ale Înaintemergătorului este singurul caz în care zugravul a optat pentru această variantă iconografică, creând astfel un pandant cu icoana sfântului Nicolae (PMT 978). Motivul capului tăiat, subdimensionat, așezat pe tipsie se referă la Sărbătoarea „Descoperirea capului Sfântului Ioan Botezătorul”. Portretul se integrează și din punct de vedere stilistic în categoria celor de factură tradițională, cu interpretarea specifică lucrărilor lui Nedelcu Popovici. Cromatica este reținută. Cerimea este redată cu albastru plat, melota cu ocru, mantia cu verde oliv, iar aripile cu brun roșcat. Cu toate că nu este semnată, lucrarea este identică în interpretarea stilistică cu icoanele împărătești principale, semnate și datate (inv. 970, 977). | Muzeul de Artă, Timișoara   | Cimec    |
|      | Proorocul Ilie și Sfântul Ioan Botezătorul Autor: Popovici, Nedelcu (Nedelko Zugrav Popovici) (?)                             | Datare: deceniul șase secolul al XVIII-lea Școală: Atelier bănățean Dimensiuni: L: 390 mm; LA: 290 mm Material: tempera pe lemn, aureole cu foiță de aur; ramă dublu profilată ornamentată de semiove | Cei doi prooroci sunt prezentați figură întreagă, ținând în mîna stângă câte un rotulus desfășurat, cu text parțial lizibil iar Sfântul Ioan Botezătorul ține și crucea înaltă; cu mâna dreaptă Sfântul Ioan binecuvântează, iar Sfântul Ilie ține un cuțit. Tema, rar reprezentată, este simbol al Sfântului Ioan Botezătorul, în calitate de "noul prooroc Ilie". Din punct de vedere stilistic, icoana se înscrie în familia celor realizate de Nedelcu Popovici, în special prin interpretarea portretelor celor două personaje. Îi este de asemenea caracteristică zugravului Nedelcu redarea plastică a luminii icoanei, prin vibrarea orizontului cu tonuri de roz. | Muzeul de Artă, Timișoara   | Cimec    |
|      | Înălțarea Sfântului Ilie la cer Autor: Nicolaevici, Mihail (?)                                                                | Datare: deceniul șase al secolului al XVIII-lea ? Școală: Atelier bănățean Dimensiuni: L: 310 mm; LA: 230 mm Material: tempera pe lemn                                                                | Schemă simetrică, avându-l în ax pe proorocul Ilie în carul de foc, anturat de patru cai, dispuși simteric. La picioarele sale Elisei se pregătește, cu brațele ridicate să primească mantia proorocului. Nucleul temei este evidențiat puternic prin culoarea roșu vermillon, cu care au fost realizați caii și norul în care se află proorocul. Pata dominantă de roșu a fost proiectată pe cerimea albastru ultramarin și pe registrul terestru, sugerat printr-o vegetație măruntă, profilată pe un orizont vibrat cu roz. Acordurile cromatice roșu-albastru-ocru, denotă influențe ale cromatismului icoanelor din Țara Românească. Tema este rar reprezentată în pictura din Banat, iar abordarea stilistică este inedită. Analogii îndepărtate la o icoană de Mari Sărbători, datată 1748, în colecția Episcopiei Sârbe din Timișoara (inv.755), provenind de la mânăstirea Sân'george (Timiș). Se numără în grupul relativ restrâns al icoanelor la care „lumina” a fost interpretată necanonic. | Muzeul de Artă, Timișoara   | Cimec    |
|      | Iisus Pantocrator | Datare: cea de-a doua jumătate a secolului al XVIII-lea Școală: Atelier bănățean Dimensiuni: L: 550 mm; LA: 440 mm Material: tempera pe lemn, foiță de aur                                            | Lucrarea este subordonată iconografiei tradiționale, prezentând portretul Logosului semifigură, profilat pe fundalul împărțit în două registre. Cerimea redată cu albastru, ușor vibrat cromatic iar registrul terestru cu roșu vermillon. Portretul păstrează la rându-i caracterul simbolic tradițional. Îi este specifică abordarea elementelor figurii: ochii alungiți, cu pleoape roz, apropiați de rădăcina nasului și urechile în formă de virgulă. Tunica roșie, presărată cu motive florale stilizate, este în acord cromatic complementar cu mantia albastră. Volumele sunt sugerate prin jocuri de linii, elipse, cercuri și semicercuri. Pandant cu icoana Maicii Domnului Hodighitria cu număr inventar, PMT 988, este cea de-a doua icoană împărătească din iconostasul bisericii de lemn din satul Lăpușnic (Timiș). Lucrarea se evidențiază în special prin alegerea tipului iconografic consacrat într-o perioadă dominată de iconografia personajelor prezentate figură întreagă. | Muzeul de Artă, Timișoara   | Cimec    |
|      | Sfântul Nicolae Mare Arhiereu tronând, primind însemnele episcopale                                                           | Datare: a doua jumătate a secolului al XVIII-lea Școală: Atelier bănățean Dimensiuni: L: 870 mm; LA: 670 mm Material: Tempera pe lemn și foiță de argint; ramă sculptată în grosimea blatului         | Sfântul prezentat frontal, binecuvântează și ține în mâna stângă Evanghelia deschisă. Poartă ornametele specifice, alcătuite din: stihar albastru, decorat cu flori aplicate cu șablon, cu paspoal cu perle, sacos alb cu flori stilizate albastre și paspoal cu perle, omofor, bederniță cu serafim. Figura este severă, sprâncenele arcuite, ochii apropiați, nasul subțire și drept, urechile îndepărtate de cap. Părul și barba caligrafiate îngrijit. Este flancat de Iisus și de Maria, cu însemnele simbolice, Evanghelia și brâul. Personajul este așezat pe un tron, decorat cu motive vegetale, geometrice (octogon, acoladă) și cu perle și își sprijină picioarele pe supedaneum. Cromatica include alb, albastru, roșu, foiță de argint și verde. Fundalul în două registre, redate cu verde deschis și albastru este valorat la nivelul orizontului cu tonuri de roz. Această modalitate de interpretare a luminii necreate, care indică infiltrarea primelor elemente de baroc, a fost utilizată de câțiva zugravi din cercul lui Nedelcu Popovici, a căror activitate a fost autorizată de autoritatea bisericii sârbe. | Muzeul de Artă, Timișoara   | Cimec    |
|      | Maica Domnului cu pruncul - Hodighitria                                                                                       | Datare: Cea de-a doua jumătate a secolului al XVIII-lea Școală: Atelier bănățean Dimensiuni: L: 525 mm; LA: 400 mm Material: tempera pe lemn, foiță de aur                                            | Pandant cu icoana Isus Pantocrator, este cea de-a doua icoană împărătească provenind din iconostasul bisericii vechi din Lăpușnic. Fondul este împărțit în cele două câmpuri de culoare, cel celest albastru și cel terestru roșu vermillon. Maica Domnului este prezentată semifigură, indicând spre copilul Isus, așezat în dreapta sa. Titlul temei "Platitera", nu concordă cu tipul iconografic precizat de zugrav. Capul, ușor înclinat spre Prunc și mâna stângă, cu care indică spre acesta, trimit la tipul Hodighitria. Ca și portretul Pantocratorului cel al Maicii Domnului a fost realizat cu acuratețe și precizie a liniei. Ovalul feței este ușor umbrit, cu brunuri care estompează rozurile carnației. Trăsăturile sunt identice. Aceeași ochi ușor mongoloizi, sprâncene bine arcuite, nas subțire drept, bărbie voluntară. Mai puțin realizat, portretul pruncului Iisus, care ține în mână un rotulus înfășurat, este evidențiat prin vermillonul vibrat cu galben ocru al tunicii, detașându-se de roșul-brun al maforionului Mariei. Cele două icoane împărătești sunt datorate unui iconar bănățean, cu formație artistică de atelier de pictură și se remarcă prin abordarea iconografiei consacrate într-o perioadă dominată de reprezentarea figură întreagă a personajelor din icoanele împărătești. | Muzeul de Artă, Timișoara   | Cimec    |
|      | Maica Domnului cu Pruncul | Datare: jumătatea secolului al XVIII-lea Școală: Atelier bănățean Dimensiuni: L: 760 mm ; LA: 540 mm Material: Foiță de aur, blat de lemn înrămat, ulei pe lemn, fond decorat                         | Maica Domnului este prezentată bust, ținând Pruncul pe brațul stâng. Schema iconografică respectă tradiția de prezentare a temei în icoanele împărătești. Lucrarea se înscrie în categoria celor cu caracter simbolic. Compoziția este bidimensională. Figurile sunt ovale, frunți înguste, ochi mari migdalați, nasul lung și subțire. Umbre ușoare cu roz pe pleoape și cu roz pierdut la obraji. Trăsăturile sunt conturate ferm cu negru. Cromatica vestimentației este plată, cu roșu, ocru și alb. Tunica Pruncului Iisus a fost decorată cu motive florale stilizate, cea a Mariei cu decor stilizat la manșete și la gât. Personajele sunt proiectate pe fundal verde de China, plat, decorat cu stele albe. Icoana are ramă sculptată în grosimea lemnului. Titlul temei cu alb pe fondul verde. Aparține unui grup mic de lucrări, având indicată tema Eleusa cu grafia „Ieleusa”. Toate aceste lucrări se înrudesc din punct de vedere stilistic, cu interpretări ușor diferite la nivel de portrete și la cromatica fundalurilor care poate fi roșu vermillon spre roz. Provin din biserici sătești de pe teritoriul Banatului istoric din județele Timiș și Caraș-Severin și teritoriul Serbiei de azi, ceea ce presupune circulația unui model comun. Asocierea de roșu și verde indică influențe ale icoanelor din Țara Românească. Ele sunt semnalate și în Transilvania spre exemplu la zugravul Iacov din Feisa (Rășinari), cu o datare certă în anul 1758.                                                               | Muzeul de Artă, Timișoara   | Cimec    |
|      | Iisus Pantocrator Autor: Diaconovici, Gheorghe                                                                                | Datare: deceniul șapte al secolului al XVIII-lea Școală: Atelier bănățean Dimensiuni: L: 1060 mm; LA. 740 mm Material: ulei pe lemn                                                                   | Icoana Pantocratorului este pandantul celei de la numărul de inventar PMT 1060 și reprezintă cea de-a doua icoană împărătească provenind din iconostasul bisericii de lemn a satului Clopodia. Ca și la icoana Maicii Domnului, iconografia personajului respectă tradiția, dar stilistica lucrării este contaminată cu elemente ale curentului barochizant, specific picturii bănățene din cea de-a doua jumătate a secolului al XVIII-lea. Lucrarea nu este semnată sau datată. Ioachim Miloia cel care a depistat icoana și pandantul său la Clopodia în perioada interbelică i-a atribuit-o zugravului oltean Diaconul Vasile, bazându-se pe calitatea acestuia de șef al echipei de zugravi la biserica satului și în baza calităților sale stilistice. În mod paradoxal cele două icoane împărătești descoperite în biserica satului nu au fost relaționate cu pictura de pe ușile împărătești ale aceluiași iconostas, o lucrare semnată Gheorghie Diaconovici și datată în anul 176(2), dată la care s-au încheiat lucrările de zugrăvire ale bisericii. | Muzeul de Artă, Timișoara   | Cimec    |
|      | Maica Domnului cu pruncul Autor: Diaconovici, Gheorghe                                                                        | Datare: deceniul șapte al secolului al XVIII-lea Școală: Atelier bănățean Dimensiuni: L: 1070 mm; LA: 745 mm Material: ulei pe lemn                                                                   | Pandant cu icoana Pantocrator cu inventar PMT 1059 din registrul icoanelor împărătești ale iconostasului bisericii de lemn din Clopodia. Din punct de vedere iconografic zugravul a respectat schema tradițională. Limbajul stilistic este reprezentativ pentru interpretarea barochizantă a temelor tradiționale, în spiritul ideii de umanizare a divinului, unul dintre principiile aplicate în epoca barocului și la prelungirile sale din secolul al XVIII-lea. Icoana nu este nici semnată nici datată. A fost, prin tradiție, atribuită Diaconului Vasile șeful echipei de la Clopodia. A fost recent reatribuită zugravului Gheorghe Diaconovici prin analogie stilistică cu pictura Buneivestiri de pe ușile împărătești ale iconostasului aceleiași biserici, o lucrare semnată de Gheorghe Diaconovici (fiul lui Vasile Diaconul) și datată 176(2). | Muzeul de Artă, Timișoara   | Cimec    |
|      | Maica Domnului cu pruncul - Eleusa Autor: Tenețchi, Ștefan                                                                    | Datare: deceniul șapte al secolului al XVIII-lea Școală: Școală ucraineană ? Dimensiuni: L: 765 mm; LA: 590 cm Material: ulei pe lemn; înrămat; fond decorat                                          | Tema a fost pusă în pagină în varianta iconografică tradițională, optându-se pentru tipul Eleusa. Portretele celor două personaje se evidențiază pe fundalul brun închis, decorat cu motive vegetale albe, care înlocuiesc în acest caz lumina de aur, decorată prin incizie cu vrej de acant. Utilizat de pictorul arădean la Lipova în anul 1785 și la Caransebeș în anul 1789, decorul cu motive florale incizate, trimite la modelele inaugurate în teritoriul Patriarhiei Sârbe de la Sremski Karlovac de ucraineanul Jov Vasilievici la începutul deceniului cinci al secolului. Schema a fost preluată începând din deceniul șapte al secolului al XVIII-lea și de alți pictori reprezentanți ai barocului de inspirație ruso-ucraineană, cum au fost Vasile Ostoici sau Teodor Crăciun. Este cunoscută și în pictura religioasă pe pânză și utilizată cu aproximație după 1760 până spre sfârșitul secolului al XIX-lea în variante oscilând între expresii ale artei culte și ale celei populare. Portretele semiprofil și detaliile de interpretare a figurilor personajelor și a volumelor, modeleul cromatic în tonuri de ocru și alb îl caracterizează pe Ștefan Tenețchi. | Muzeul de Artă, Timișoara   | Cimec    |
|      | Iisus Mântuitor Autor: Tenețchi, Ștefan                                                                                       | Datare: deceniul șapte secolul al XVIII-lea Școală: Școală ucraineană ? Dimensiuni: L: 720 mm; LA: 535 mm Material: fond decorat; înrămat; ulei pe lemn                                               | Este icoana pandant cu cea a Maicii Domnului cu pruncul (PMT 1065). Tema a fost pusă în pagină conform iconografiei consacrate personajelor din icoanele împărătești. Portretul Pantocratorului se evidențiază pe același fundal brun închis, decorat cu motive vegetale albe, care înlocuiesc în acest caz lumina de aur canonică sau pe cea decorată prin incizie cu vrej de acant. Utilizat de pictorul arădean la Lipova în anul 1785 și la Caransebeș în anul 1789, decorul cu motive florale incizate, respectiv pictate, trimite la modelele inaugurate în teritoriul Patriarhiei Sârbe de la Sremski Karlovac de ucraineanul Jov Vasilievici la începutul deceniului cinci al secolului. Schema a fost preluată începând din deceniul șapte al secolului al XVIII-lea și de alți pictori reprezentanți ai barocului de inspirație ruso-ucraineană, cum au fost Vasile Ostoici sau Teodor Crăciun. Este cunoscută și în pictura religioasă pe pânză și utilizată cu aproximație după 1760 până spre sfârșitul secolului al XIX-lea în variante oscilând între expresii ale artei culte și ale celei populare. Portretele semiprofil și detaliile de interpretare a figurilor personajelor și a volumelor, modeleul cromatic în tonuri de ocru și alb îl caracterizează pe Ștefan Tenețchi. | Muzeul de Artă, Timișoara   | Cimec    |
|      | Planul Timișoarei | Dimensiuni: 27,5x35 cm Material: desen ăn peniță, pe hârtie verge originală sec. XVII | Planul este compus din două bucăți atașate (lipite). În partea de sus apare desenat în peniță planul Cetății Timișoarei și planul cu situația trupelor imperiale în jurul cetății Timișoara și cu plasamentul taberei lui Eugeniu de Savoya. Dedesubt, un text istoric și legenda obiectivelor, marcate cu litere. | Muzeul Banatului, Timișoara | Cimec    |
|      | Madona cu pruncul Autor: Leonardo da Vinci (după)                                                                             | Datare: Sec. XVI Școală: Școală italiană Dimensiuni: L: 600 mm; LA: 400 mm Material: tempera pe lemn de tei                                                                                           | Tabloul este o copie din secolul XVI, de dimensiuni apropiate, după "Madonna cu garoafa" a lui Leonardo da Vinci aflată la Alte Pinakothek din München. Lucrarea din Germania (lemn de tei, 620 x 475 mm) este considerată de literatura de specialitate o operă timpurie a lui Leonardo, databilă în jurul anului 1478. Alte copii se găsesc în muzeul Louvre (Paris) și în colecția Parry din Gloucester. Fizionomia pruncului Iisus de la Timișoara este diferită de cea a pruncului din lucrarea de la Alte Pinakothek. | Muzeul de Artă, Timișoara   | Cimec    |
|      | Sfânta Familie cu sfîntul Ioan Botezătorul copil (Madonna del Silenzio) Autor: Venusti, Marcello (atribuit)                   | Datare: a doua jumătate a secolului XVI Școală: Școală italiană Dimensiuni: L: 580 mm, LA: 470 mm Material: ulei pe lemn                                                                              | Tabloul este o replică a lucrării lui Marcello Venusti din Galleria Corsini (Roma) - Madonna del silenzio (nr. inv. 291), derivată dintr-un desen al lui Michelangelo, ce se află în colecția Ducelui de Portland (Marea Britanie). | Muzeul de Artă, Timișoara   | Cimec    |
|      | Sfântul Francisc primind stigmatele; pandant: Sfântul Ieronim în deșert Autor: Boldrini, Leonardo                             | Datare: Sec. XV;4/4 Școală: Școală italiană Dimensiuni: L: 670 mm; LA: 270 mm Material: lemn de cireș                                                                                                 | Tabloul îl prezintă pe sfântul Ieronim penitent în deșert. În prim plan se găsește sfântul Ieronim, îngenunchiat în fața intrării în peșteră. Peisajul stâncos din prim plan contrastează cu peisajul din fundal care dovedește interesul artistului pentru perspectivă și lumină. Sfântul Ieronim poartă un veșmânt albastru drapat și însemnul puterii - pălăria roșie de cardinal. Elemente tributare goticului contrastează cu preocupările de anatomie, de perspectivă lineară, de peisaj, elemente specifice Renașterii. Cromatică plată, convențională. Tabloul e considerat ca reprezentând aripa laterală a unui panou central, probabil o madonă, astăzi pierdută. | Muzeul de Artă, Timișoara   | Cimec    |
|      | Sfântul Ieronim în deșert; pandant: Sfântul Francisc primind stigmatele Autor: Boldrini, Leonardo                             | Datare: Sec. XV;4/4 Școală: Școală italiană Dimensiuni: L: 670 mm; LA: 270 mm Material: lemn de cireș                                                                                                 | În prim plan sfântul Francisc, îngenunchiat, cu brațele ridicate, primind stigmatele. Compoziție închisă, desfășurată pe verticală. Peisajul stâncos din prim plan este continuat în fundal de un peisaj luminos, ilustrând preocupări pentru perspectivă și peisaj. Cromatica plată, convențională, desen rigid, deși evidente preocupări pentru anatomie. | Muzeul de Artă, Timișoara   | Cimec    |
|      | Eneas și Acates întâlnind pe Venus în costum de vânătoare Autor: Balestra, Antonio                                            | Datare: începutul secolului al XVIII-lea Școală: Școală italiană Dimensiuni: L: 3090 mm; LA: 1920 mm Material: ulei pe pânză                                                                          | Scena întâlnirii dintre Venus în costum de vânătoare și Eneas și Acates, tineri în haine militare cu coifuri cu pene, în partea stângă a compoziției. Venus se află în partea dreaptă, în veșminte drapate în falduri vaporoase. Deasupra celor trei personaje sunt reprezentați doi amorași, jucându-se cu un porumbel. Personajele sunt în peisaj, iar în fundal nori. | Muzeul de Artă, Timișoara   | Cimec    |
|      | Madona cu pruncul Autor: Vanucci, Pietro di Cristoforo, zis Il Perugino (în maniera)                                          | Datare: Sec. XVII Școală: Școală italiană Dimensiuni: L: 870 mm; LA: 920 mm Material: ulei pe pânză                                                                                                   | Imaginea frontală a Madonei cu capul ușor înclinat spre umărul stâng, ce ține pe genunchiul drept pe pruncul Iisus. Veșmintele sunt bogat drapate pe umeri și peste genunchi. Gamă cromatică caldă, în perspectivă lineară. În fundal dreapta peisaj de dealuri, în stânga imaginii o coloană cu o ghirlandă și un papagal. | Muzeul de Artă, Timișoara   | Cimec    |
|      | Hercule torcând lâna de aur Autor: Desubleo, Michele                                                                          | Datare: mijlocul secolului XVII Școală: Școală italiană Dimensiuni: L: 1070 mm; LA: 780 mm Material: ulei pe pânză                                                                                    | Lucrarea îl prezintă pe Hercule torcînd lâna de aur, în timp ce se găsea în captivitatea reginei Omphale. La ordinul oracolului din Delphi Hercule a trebuit să slujească pe Omphale, regina Lydiei, ca pedeapsă pentru omorârea lui Iphitos. Pentru a-și dovedi supunerea oarbă și dragostea lui față de Omphale, al cărei soț a devenit, Hercule face cele mai umile munci. Aparținând seriei de lucrări cu subiecte din muncile lui Hercule, create de artiștii italieni în secolele XVII-XVIII, lucrarea ilustrează o temă iconografică inspirată din Apollodoros, II, 6, 3. Înscrierea în prim plan a figurii lui Hercule cu trupul masiv, sumar drapat, dirijarea luminii în așa fel încât să reliefeze musculatura atletică a personajului, sunt caracteristici care subliniază maniera lui Michele Desubleo. | Muzeul de Artă, Timișoara   | Cimec    |
|      | Iosif din Arimatea sprijinind trupul lui Iisus Autor: del Sarto, Andrea (în maniera)                                          | Datare: prima jumătate a secolului XVI Școală: Școală italiană Dimensiuni: L: 760 mm; LA: 595 mm Material: ulei pe pânză maruflată pe lemn                                                            | În prim plan Iisus, văzut trei sferturi, este sprijinit de Iosif care îl susține de sub braț și umărul drept. Capul lui Iisus, văzut din profil, înclinat spre dreapta se sprijină de umărul drept al lui Iosif. Iisus este acoperit peste mijloc cu un drapaj bogat alb-gri. Iosif apare sub înfățișarea unui bătrân înveșmântat în roșu, purtând barbă și mustață, cu capul acoperit. | Muzeul de Artă, Timișoara   | Cimec    |
|      | Înfrânarea Forței și a Pasiunii Autor: Lazzarini, Gregorio                                                                    | Datare: 4/4 Sec. XVII - primele decenii ale secolului XVIII Școală: Școală italiană Dimensiuni: L: 1480 mm; LA: 2155 mm Material: ulei pe pânză                                                       | Tabloul ilustrează alegoria Forței înfrînate (reprezentată printr-un leu înlănțuit de către zeița Minerva) și a Pasiunii oarbe, iraționale (o femeie legată la ochi). Cei doi putti sunt un simbol al Temperanței. | Muzeul de Artă, Timișoara   | Cimec    |
|      | Cleopatra și șarpele Autor: Varotari, Alessandro, zis Il Padovanino                                                           | Datare: prima jumătate a secolului XVII Școală: Școală italiană Dimensiuni: L:800 mm; LA: 940 mm Material: ulei pe pânză                                                                              | Pe un fond drapat, Cleopatra, regina Egiptului, așezată, cu corpul ușor înclinat spre dreapta (stânga privitorului). Nud așezat în diagonală, sprijinit de o perdea bogat drapată de culoare roșie. Ține cu ambele mâini șarpele, care îi atinge gâtul. Părul lung îi cade pe umeri. Pe umeri și pe coapsa dreaptă un drapaj bogat alb. | Muzeul de Artă, Timișoara   | Cimec    |
|      | Sfântul Iosif cu pruncul Iisus Autor: Picenardi, Mauro                                                                        | Datare: a doua jumătate a secolului XVIII Școală: Școală italiană Dimensiuni: L: 756 mm; LA: 595 mm Material: ulei pe pânză                                                                           | Tabloul cu sfântul Iosif și pruncul Iisus este o ilustrare a conceptului de „paternità putativa”. Ramura înflorită sprijinită de brațul drept al sfântului Iosif face referire la miracolul baghetei înflorite transformate în crin, grație căreia acesta a avut câștig de cauză în fața celorlalți pretendenți la căsătoria cu Maria, secvență relatată în scrierile apocrife. | Muzeul de Artă, Timișoara   | Cimec    |
|      | Natură statică cu păsări; pandant: Natură statică cu vânat și pește Autor: Kerckhoven, Jacob van den, zis Giacomo da Castello | Datare: a doua jumătate a secolului XVII Școală: Școală flamandă/italiană Dimensiuni: L: 1385 mm; LA: 1700 mm Material: ulei pe pânză                                                                 | Păsări în peisaj. În prim plan, vegetație și patru păsări. În plan secundar, un curcan și doi șoareci albi în partea stângă, iar în dreapta două păsări și un șoarece. În fundal un păun și două păsări în dreapta, o pasăre în stânga. | Muzeul de Artă, Timișoara   | Cimec    |
|      | Natură statică cu vânat și pește; pandant: Natură statică cu păsări Autor: Kerckhoven, Jacob van den, zis Giacomo da Castello | Datare: a doua jumătate a secolului XVII Școală: Școală flamandă Dimensiuni: L: 1385 mm; LA: 1700 mm Material: ulei pe pânză                                                                          | Compoziție pe diagonală cu vânat (căprioară și păsări) pe masă. În prim plan un pește într-un coș de nuiele. Pe jos pești mici roșii și un fazan. Efecte perspectivale. Acorduri cromatice în tonuri închise. | Muzeul de Artă, Timișoara   | Cimec    |

## Fond
| Foto | Informații generale | Detalii tehnice | Descriere | Deținător                   | Legături |
| ---- | --- | --- | --- | --------------------------- | -------- |
|      | Marea la Balcic Autor: Iorgulescu-Yor, Petre | Dimensiuni: 49,5 x 61,5 cm Material: ulei pe carton | Semnat dreapta jos, cu negru, P. Iorgulescu YOR. | Colecții particulare, Timiș | Cimec    |
|      | Maica Domnului cu pruncul - Hodighitria | Datare: Cea de-a doua jumătate a secolului al XVIII-lea Școală: Atelier bănățean Dimensiuni: L: 820 mm; LA: 565 mm Material: tempera pe lemn, foiță de aur      | Pandantul icoanei Pantocrator, cu inventar PMT 2671, prezintă câteva particularități de ordin stilistic. Proiectată pe cerimea de culoare albastru plat Maica Domnului, semifigură, este prezentată în varianta Hodighitria. Chipul prelung, cu fruntea foarte îngustă a acesteia, este articulat pe un gât și un trup nefiresc de mare. Aceste deficiențe anatomice vizibile, care indică utilizarea unui șablon, sunt vizibile și la copilul Iisus, căruia i-a fost desenată o singură mână. Cromatica este tradițională și se compune din roșu vermillon, albastru și aur la aureole. Pe veșminte sunt motive vegetale și geometrice stilizate obținute cu șablonul. | Muzeul de Artă, Timișoara   | Cimec    |
|      | Iisus Pantocrator | Datare: Cea de-a doua jumătate a secolului al XVIII-lea Școală: Atelier bănățean Dimensiuni: L: 820 mm; LA: 565 mm Material: tempera pe lemn, foiță de aur      | Pandant cu icoana Maicii Domnului cu Pruncul, inventar PMT 2669, face parte din grupul celor cu cerimea neconvențională, de culoare roșu vermillon. Iisus este prezentat frontal, semifigură, binecuvântând și purtând Evanghelia închisă. Ca și la pandantul său, capul, cu trăsături conturate ferm, este articulat pe un trup masiv, umerii rotunjiți și cu mâini exagerat de mari. Relația cu tradiția iconografică este contrabalansată de interpretarea stilistică. Dinamica veșmântului și utilizarea valorației cromatice la drapaje, indică apartenența icoanei la o etapă de tranziție spre abordarea barochizantă a tematicii tradiționale. Inadvertențele anatomice par să indice și în acest caz aplicarea unui șablon sau a unui izvod. Pe veșminte, decor geometric și vegetal stilizat. | Muzeul de Artă, Timișoara   | Cimec    |
|      | Castelul Huniade Autor: Jäger, Ștefan | Datare: 1911 Dimensiuni: 65x125 cm; dimensiune cu ramă 90x150 cm Material: ulei pe pânză                                                                        | Compoziție cu temă de gen, înfățișează latura de nord a Castelului, turnul castelului, gardul care îl înconjoară și parcul din fața clădirii cu personaje îmbrăcate în moda vremii. Semnat stânga jos cu roșu: Jager Istv. 1910. Rama tabloului este de culoare neagră, lemn lăcuit cu ornamente aurii pe partea de interior, lată de 13 cm. | Muzeul Banatului, Timișoara | Cimec    |
|      | Compozitorul Sabin Drăgoi Autor: Popp, Alexandru                                                                                                 | Datare: 1934 Dimensiuni: 50x66 cm; dimensiune cu ramă 60x77 cm Material: ulei pe pânză; lemn poleit; ghips                                                      | Portret bust, reprezentându-l pe compozitorului Sabin Drăgoi în anii maturității. Semnat stânga jos cu roșu: A. Popp. În partea dreaptă jos cu roșu apare textul: Cântărețul nostru Drăgoi 943. Tabloul este înrămat, rama poleită. | Muzeul Banatului, Timișoara | Cimec    |
|      | Fortificațiile Timișoarei la 1720 | Datare: 1720 Dimensiuni: 29x18,5 cm Material: hârtie; gravură cu acul                                                                                           | Planul fortificațiilor Timișoarei de la 1720, pe care sunt reprezentate fortificațiile, castelul, zona înconjurătoare; are text și legendă în limba germană în partea stângă și în partea dreaptă a imaginii. | Muzeul Banatului, Timișoara | Cimec    |
|      | Timișoara | Datare: 1689 Dimensiuni: 15,3x2,38 cm (8,6x1,7 cm) Material: hârtie; gravură în aramă; gravură cu dăltița                                                       | Peisaj care reprezintă central nerealist cetatea Timișoarei, castelul, mori de apă, râul Timiș. | Muzeul Banatului, Timișoara | Cimec    |
|      | Timișoara Autor: Sibmacher, Johann Hans | Datare: 1663 Dimensiuni: 15,5x26 cm (17,5x28 cm) Material: hârtie; gravură cu dăltița                                                                           | Reprezentare în mod nerealist a fortificației orașului Timișoara, bazată pe o hartă mai veche a orașului. Legenda în colțul dreapte jos a imaginii și text la baza imaginii. | Muzeul Banatului, Timișoara | Cimec    |
|      | Timișoara Autor: Fordster, Ludwig | Datare: sec. XIX-XX Dimensiuni: 19,7x29 cm Material: litografie colorată; hârtie                                                                                | Reprezintă Timișoara la începutul secolului XVII: în stânga se vede castelul, în dreapta orașul, înconjurate de brațele Timișului. În planul apropiat se observă o moară de apă și un cavaler, căpițe de fân și copaci. În partea de sus apare un text în limba maghiară, descrierea Timișoarei în versuri de către Francisc Wattay, autorul acvarelei originale după care s-a realizat litografia. | Muzeul Banatului, Timișoara | Cimec    |
|      | Timișoara | Datare: 1665 Dimensiuni: 12x16,3 cm Material: hârtie cu filigran; gravură cu dăltița                                                                            | Peisaj pe care este prezentată central cetatea Timișoarei, castelul, mori de apă, râul Timiș. În partea de jos are o bandă cu explicații numerotate, în limba italiană. Lucrare realizată după o gravură de J. Sandrart. | Muzeul Banatului, Timișoara | Cimec    |
|      | Apostolul Petru Autor: Pietro della Vecchia | Datare: a doua jumătate a secolului XVII Școală: Școală italiană Dimensiuni: L: 495 mm; LA: 405 mm Material: ulei pe pânză                                      | Portret bust de bărbat cu barbă. Capul este ușor înclinat spre dreapta și privirea extatică. Trăsături expresive, cromatică în tonuri de cafeniu roșcat. Tușă păstoasă suprapusă în straturi. | Muzeul de Artă, Timișoara   | Cimec    |
|      | Logodna mistică a sfintei Ecaterina de Alexandria Autor: Polidoro, Lanciano (atelierul) (Veneția, 1514 - Veneția, 1565); (după Polidoro Lanzani) | Datare: mijlocul secolului XVI Școală: Școală italiană Dimensiuni: L: 535 mm; LA: 750 mm Material: ulei pe lemn                                                 | Compoziție desfășurată pe orizontală. Așezarea piramidală a personajelor, în centrul compoziției Madona cu pruncul Iisus pe genunchiul drept. Pruncul Iisus trece inelul logodnei mistice pe degetul Ecaterinei. În dreapta compoziției sunt redați sfântul Iosif și sfântul Ioan Botezătorul copil. În fundal stânga un colț de peisaj ca element auxiliar. Predomină roșul venețian. Veșmintele drapate în falduri moi. | Muzeul de Artă, Timișoara   | Cimec    |
|      | Napoleon al III-lea Autor: Verussi, Petru | Datare: post mijlocul sec. XIX Școală: românească Dimensiuni: Î: 2170 mm; LA: 1510 mm Material: ulei pe pânză, grund alb, șasiu cu traverse și pene, rama lipsă | Copie fidelă a impunătorului portret al împăratului Napoleon al III-lea, început de Jean-Hyppolite Flandrin (1809-1864) în urma unei comenzi oficiale lansate în anul 1853. cu acea ocazie a fost realizat un portrt realist al împăratului, figură intreagă, în picioare, purtând uniforma de brigadier general. Pentru a sublinia complexitatea modelului, studiul psihologic a fost completat cu elemente de recuzită necesare redării importanței sociale a personajului: interiorul relativ sobru în care se află jilțul imperial, bustul marelui ascendent în semiumbră, masa cu mapa Franței și file de documente referitoare la istoria țării. De remarcat dominanta cromatică: dialogul culorilor complementare roșu și albastru-verzui, cu intervenții de auriu prețios și ocru. Semnat stânga jos cu roșu: "P: VERUSSI". Inscripție stânga jos cu negru, în continuarea semnăturii artistului: "d'apres / He FLANDRIN / 1868 Paris". | Muzeul de Artă, Timișoara   | Cimec    |
|      | Timișoara Autor: Bouttats, Gaspar; Peeters, Jacobus                                                                                              | Datare: cca. 1690 Școală: Flamandă Dimensiuni: 11,5 x 25,4 cm; planșa: 12 x 26,8 cm Material: gravură cu dăltiță, hârtie vergé lipită pe carton                 | Gravura redă imaginea cetății Timișoara înconjurată de fortificații, castelul și Palanca mare. În prim plan sunt redați trei călăreți și soldați, în partea dreaptă, în proximitatea unui copac. În partea de sus în filacteră: TEMESWAR; în stânga jos: ”Gasp Bouttats fecit”; sub chenar stânga: ”I.Peeters ex.Anv”. În partea inferioară, sub cadru, legenda vedutei: ”A. De Stadt Temeswar, B. Het Slot, C. Waeter-meulens, D. de Voor stadt, E.de Rivier Temes”. A apărut in ediția Jacobus Peeters, Hungariae Sacri Caes: Ma Leopoldo has Turcis ereptas et Fauente Deo eripiendas Hongariae Civitates aliasque Turcis D.D.C.L., formată din mai multe publicații separate, legate. Timișoara apare în Korte Beschrivinghe ande Aen-Uysinghe...T’ Antwerpen by Jacobus Peeters Antwerpen 1690, pl.35. | Muzeul Banatului, Timișoara | Cimec    |
|      | Timișoara - planul și veduta cetății Autor: Seutter, Georg Matthäus                                                                              | Datare: 1724 Școală: germană Dimensiuni: 50 x 58,5 cm; planșa: 53,5 x 61 cm Material: gravură cu dăltița și ac rece, colorată în verde, galben, roșu            | Lucrarea a fost editată în atelierul lui August Vind din Augsburg. Gravura cuprinde planul cetății Timișoara în partea superioară a planșei (două treimi din planșă) și veduta cetății Timișoarei în partea inferioară (o treime). În colțul stâng sus este amplasat un cartuș cu volute rocaille, al cărui câmp este împărțit în două de o linie subțire neagră. În colțul drept sus titlul planșei: ”TEMESWARIA Oppidum superio-//ris Hungariae in Comitatu Temesiensi// ad Temesium flumen, natura et arte mu-//nitum jure Belli in Potestatem Caesaris re-//dactum, opera et fumtibus M. SEUTTER, // S. Caes. Maj. Geographi Augustae Vindel. // Sub linie: TEMESWAR eine in Ober Un-//grn an dem fluß Temes u. Um und um // im Morast ligende auch ohnvergleich-//lich befestigte Stadt seit 1718 in den // Großmächtigsten Schutz Kayser // CARL des VI widergebracht // herausgegeben von // M. SEUTTER // Kayserl. May. Geogr // zu Augsburg”. În colțul dreapta sus într-un cartuș cu motive rocaille este amplasată legenda hărții cu 18 rânduri de text: ” Die Stadt TEMESWAR in Ober Ungarn hat ihren Namen von dem Fluß Temes woran es // ligt, bekomen, ist zwische(n) der Donau und Siebenbüge(n) in d`. Mitte wege(n) des umher ligende(n) Morast vo(n)// Natur ohnvergleiche befestigt; bestehet aus 3 Theil neml. d`. Insul od. Raitzen. der eigentliche(n) Stadt // u: dan(n) dem veste(n) Schloss: überhaupt vo(n) mittelmässiger Grösse, aber hérrliche(n) Mauren, tieffe Wasser, // Gräbe(n) u. absonderlichen Palanken fortifieirt. Ihr Alterthum, u. was vor ein Ungarischer Kan, selbe //erbaut, ist sehr ungewiß: doch war sie jederzeit eine wohl verwahrte Vor Maur wider die Bulgarer // u: anderer benachbarte(n) Völckern Einfälle; wie de(n) in der Ebene vor dieser Stadt die Türcke(n) 2mal nem//lich 1400 u: etl. u: 60. und 1590 als sie der Vestung zu(m) Entsatz kamen, geschlage(n) wurden: Ao 1551 wurde sie // vo(n) den Türcken wiewohl vergebens belagert, doch ward sie im folgenden Jahr mit gewissen Verträg. Ar//ticulen dene(n)selbe(n) überlassen, welche Sie doch treuloser weiß gehalten, indem Sie so wohl die Besatzung als //auch dererselbe(n) Com(m)endante(n) schändlich umgebracht. Erst A.o 1697 haben die Christen diesen Ort suche(n) durch // eine Belagerung zuerobern, war aber auch vergebens, biß Sie gleichwohl 1716 nach glückl. Erlangter Schlacht // bey Peterwardein nochmals die Hand an den Ort legten, auch solchen besagten Jahrs d. 12 8b(e)r eroberten // nachdem die Türcken solchen Ort 167 Jahr innen gehabt. Wie dan(n) in dem Firedens Schluß zu Passarowitz 1718 d. 21. Iuly solcher dem Römischen Kayser als Ungarischen König wi//der eingehändiget worden; seit welcher Zeit auch die Christliche religion durch abschied-//ung unter schiedlicher Missionarien einggeführt, wie den(n) auch der Ort selbst mehr // und mehrers befestigter worden Dcc”. În dreapta mijloc: ”Erklaerung der Stadt // A Die Stadt // B Das Schloß // C Kleine Palanka // D Grosse Palanka // E Ein großes Wach Haus // in dem Grabem, albwo ein sehr treffliche // Brust Wahr, um alles viel besser // zu erkenen und zu unterscheiden // F. Drey Waffen Platz im Schlos,// und eine kleine Palanka gegen// die Graben zu,// G.Eine grose Brugg von 500 Ruthen// über die Morast. Cum Grazia et. Privil S.R.I. Câmpul central al gravurii este ocupat de harta cetății Timișoarei, fiind marcate prin litere următoarele zone: A Orașul (Die Stadt), B Castelul ( Das Schloß), C Palanca mică (Kleine Palanka), D Palanca mare (Grosse Palanka), E Fortificație mare de supraveghere, F trei fortificații din proximitatea castelului și a cartierului Palanca mică, G. Mlaștina. În partea inferioară a gravurii se află veduta cu cetatea Timișoarei realizată de G. Bodhener în 1724, fiind marcate prin litere orașul (Die Stadt), castelul (Das Schloß), Palanca mică (Kleine Palanka), moara (Mühle), râul Timiș (Temes Fluss). Lucrarea a mai fost publicată de Tobias Conrad Lotler la Augsburg în 1755. | Muzeul Banatului, Timișoara | Cimec    |
|      | Colonizarea șvabilor în Banat Autor: Jäger, Stefan                                                                                               | Datare: prima jumătate a secolului XX Școală: Școală din Banat Dimensiuni: 55 x 200 cm Material: ulei pe pânză                                                  | Semnat cu negru în colțul dreapta jos: ”St. Jäger”. Pânză subțire, șasiu cu traversă și pene. Ramă din baghetă subțire. Pe aversul pânzei sunt două baghete care împart câmpul picturii în trei scene ale compoziției istorice ”Colonizarea șvabilor în Banat”. Lucrarea conservată în Muzeul Național al Banatului este o replică autografă de dimensiuni reduse (55 x 200 cm) după celebrul triptic de mari dimensiuni (145 x 510 cm) comandat de comunitatea șvabilor din Cărpiniș în primul deceniu al secolului XX. Autorul a realizat mai multe replici după tripticul de mari dimensiuni conservat astăzi în patrimoniul Muzeului de Artă Timișoara și expus în Centrul „Adam Müller Guttenbrun” din Timișoara. Lucrarea din patrimoniul Muzeului Național al Banatului prezintă trei scene cu grupuri de șvabi: 1. Drumul șvabilor spre Banat, 2. Șvabi odihnându-se și 3. Sosirea șvabilor în Banat. În vederea executării acestei compoziții istorice cu personaje artistul a făcut deplasări în Germania și Austria pentru documentarea elementelor de costum. Compoziția cu zeci de personaje se desfășoară pe orizontală. Paletă cromatică axată pe brunuri, griuri, cu accente de verde, albastru și roșu. | Muzeul Banatului, Timișoara | Cimec    |